# Mr. Church
Mr. Church ist ein US-amerikanisches Drama aus dem Jahr 2016. Regie führte Bruce Beresford, das Drehbuch wurde von Susan McMartin geschrieben. Eddie Murphy spielt die namensgebende Figur. Britt Robertson, Xavier Samuel, Lucy Fry, Christian Madsen und Natascha McElhone spielen weitere Rollen. Der Film basiert auf der Kurzgeschichte The Cook Who Came To Live With Us von McMartin. Der Film handelt von einem Koch, der zu einem Fürsorger und über die Jahre einer Vaterfigur für drei Generationen von Frauen wurde. Der Film wurde am 22. April 2016 beim Tribeca Film Festival erstaufgeführt und kam am 16. September 2016 in die Kinos.

## Handlung
Charlotte „Charlie“ Brooks lebt mit ihrer alleinstehenden Mutter Marie Brooks in einem kleinen Haus in Kalifornien. Sie erwacht, als sie Geräusche und Gerüche aus der Küche bemerkt. Dort steht ein afro-amerikanischer Fremder, der gerade das Frühstück vorbereitet. Als sie das ihrer Mutter erzählt, antwortet diese, dass der Mann Mr. Church heißt und er ihr neuer Koch sei. Zu Beginn ist Charlie misstrauisch gegenüber Mr. Church und drängt ihre Mutter, ihn zu entlassen. Es stellt sich heraus, dass Mr. Church von Richard Cannon, einem reichen Unternehmer, der eine Beziehung mit Marie hatte, angestellt wurde. Als er starb, hat er eine Rücklage gebildet, die das finanzielle Auskommen von Marie sichern sollte, bevor sie dem Brustkrebs erliegt. Die Rücklage ist auf einen Zeitraum von sechs Monaten angelegt, was ihrer Lebenserwartung entspricht. Mr. Church erläutert ihr, dass ihm für die Pflege der Familie ein lebenslanges Gehalt zugesichert wurde. Marie entscheidet sich, Mr. Church als Koch zu behalten. Charlie verbringt ihre Zeit mit ihrer besten Freundin Poppy und ihrer Schulliebschaft Owen Baxter. Sie fährt mit dem Bus zur Schule, begleitet von Eddie Larson, einem Mann, der seine Fahrerlaubnis dauerhaft verloren hat, weil er eine Gefängnisstrafe wegen Totschlags durch einen Autounfall verbüßte.
Sechs Jahre später lebt Marie immer noch und Mr. Church ist zu einem festen Punkt im Haushalt geworden. Er ist ein begabter Vorleser, Zeichner, Gärtner, Koch und Jazzpianist. Charlie ist in der Abschlussklasse ihrer Schule und sich nun des Krebs der Mutter bewusst. Charlie wächst aufgrund der über ihr schwebenden Krankheit distanziert von ihrer Mutter und näher bei Mr. Church auf. Owen, der sich immer zu Charlie hingezogen fühlte, lädt sie zum Abschlussball ein. Charlie ist unsicher, ob sie gehen sollte, aber Marie verspricht ihr, dass wenn sie sich dafür entscheidet, sie auch noch da sein würde, um das zu sehen. Mr. Church und Marie helfen Charlie, ein Kleid auszuwählen. Am großen Abend machen die drei ein Foto als Familie und Charlie geht zum Ball mit Owen. Einige Tage später holt Mr. Church Charlie von der Busstation ab, um ihr die Nachricht des Todes der Mutter zu überbringen.
Mr. Church bleibt bei Charlie, nachdem Marie gestorben ist. Charlie wurde an der Boston University immatrikuliert, kann aber die Studiengebühren nicht aufbringen. Mr. Church überreicht ihr ein Kuvert, in dem sich 5000 Dollar befinden – Geld, das er durch die Coupons gespart hat, welche er von Marie erhalten hatte. Er schenkt ihr außerdem ein gebrauchtes Auto, und sie fragt Larson, ob er ihr das Fahren beibringen würde. Charlie trifft später auf Owen, der ihr mitteilt, dass er weg auf ein entferntes College gehen wird.
Zwei Jahre später steht die schwangere Charlie vor der Tür von Mr. Church. Sie ist zurückgekehrt, um eine Pause vom Studium zu nehmen. Sie fragt Mr. Church, ob sie bei ihm leben könne. Er willigt ein unter der Bedingung, dass sie sich an eine Regel hält: Seine Privatsphäre zu respektieren. Charlie bemerkt, dass zweimal die Woche Mr. Church betrunken und fluchend aus dem Jelly’s nach Hause kommt. Sie versteckt die Streichholzheftchen, dennoch wecken diese Vorfälle ihre Neugierde. Eines Nachts erwischt ein betrunkener Mr. Church sie beim Herumschnüffeln und, da sie somit die Regel gebrochen hat, setzt er sie vor die Tür. Sie verlässt das Haus und trifft am darauffolgenden Tag ihren alten Bekannten Larson an einem Supermarktparkplatz. Ein Junge auf einem Skateboard trifft Charlie hart und sie stürzt schwer. Larson, der seit einer Dekade wegen der Vorfälle nicht mehr gefahren ist, fährt sie trotzdem gerade noch rechtzeitig ins Krankenhaus. Mr. Church holt Charlie aus dem Krankenhaus und nimmt sie wieder mit heim. Charlie gibt dem Mädchen nach der Geburt den Namen Isabelle, kurz: Izzy, und sie leben gemeinsam bei Mr. Church. Charlie arbeitet inzwischen als Serviererin.
Fünf Jahre später ziehen Charlie und Mr. Church Izzy gemeinsam als gemischte Familie auf. Die drei besuchen Larsons Hochzeit, der Charlie erzählt, dass er sich an diesem Tag umbringen wollte. Er sagt ihr, dass sie sein Leben gerettet hätten. Charlie bekommt Besuch von Poppy, die inzwischen in der gehobenen Gesellschaft durch Heirat von reichen Ehemänner angekommen ist. Poppy beleidigt Charlie für die Unselbständigkeit und dass sie immer noch bei ihrem Koch wohne. Charlie erläutert, dass es Mr. Church war, der sie und ihre Mutter unterstützt hat, auch nachdem die Lebenserwartung ihrer Mutter überschritten war. Als Mr. Church krank wird, bringt Charlie ihn zum Arzt, welcher sich als Owen herausstellt. Sie treffen sich wieder und nehmen ihre Beziehung wieder auf. Als Mr. Church zu krank zum Kochen wird, übernimmt Charlie das Kochen und stellt fest, dass sie einiges gelernt hat, während sie Mr. Church beim Kochen zugesehen hat und ihm zur Hand gegangen ist. Mr. Church wird immer kranker und stirbt an vergrößertem Herzen. Auf der Beerdigung trifft Charlie den Besitzer des Jelly’s, Frankie Twiggs, und findet heraus, dass Mr. Church dort fast 30 Jahre Piano gespielt hat. Sie reicht Jelly ein Stück von Mr. Churchs Kuchen, der daraufhin sagt, dass er nicht wusste, dass Mr. Church kochen konnte. Charlie begreift, dass Mr. Church noch mysteriöser war, als sie dachte, und er separate Leben getrennt voneinander geführt hat. Der Film endet damit, dass Charlie die Geschichte vom Leben des Mr. Church niederschreibt.

## Produktion
Im Oktober 2013 wurde bekannt, dass David Anspaugh den Film nach einem Drehbuch von Susan McMartin drehen würde, mit Lee Nelson, David Buelow und David Tish, die unter ihrem Envision Media Arts Kunstbanner produzieren, während Brad Kaplan unter Evolution Entertainment produzieren würde. Im Jahr 2011 hatte McMartin „The Cook Who Came to Live With Us“ geschrieben. Das war die Geschichte, auf der das Drehbuch basiert. Im April 2014 wurde bekannt, dass Samuel L. Jackson, Uma Thurman und Juno Temple in dem Film besetzt wurden. Im Oktober 2014 schloss sich Eddie Murphy der Besetzung des Films an und ersetzte Jackson, der aufgrund eines Terminplankonflikts ausfallen musste, mit Bruce Beresford, der den Film leitete. Mark Canton und Courtney Solomon traten dem Projekt als Produzenten unter ihrem Cinelou Films Banner bei. Im November 2014 trat Britt Robertson der Besetzung des Films bei und ersetzte Temple. Sein Arbeitstitel war Cook, wurde aber in Henry Joseph Church umbenannt, der vollständige Name von Murphys Charakter, bevor er zu Mr. Church umbenannt wurde.

### Dreharbeiten
Die Dreharbeiten begannen am 24. November 2014, in Los Angeles, California. und endeten am 12. Januar 2015.
Mit einem Produktionsbudget von 8 Millionen US-Dollar ist es der günstigste Film in Murphys Karriere.

## Veröffentlichung
Im Dezember 2014, wurde das erste Bild von Murphy und Robertson veröffentlicht. Der Film hatte seine Weltpremiere auf dem Tribeca Film Festival am 22. April 2016. Warner Bros. Pictures veröffentlichte den Film international als Teil des Cinelou Films’ Sechs-Filme Vertrags mit der Firma. Den Heimvertrieb übernahm Cinelou Releasing. Der Film wurde in den USA am 16. September 2016 veröffentlicht.

### Kritiken
Mr. Church erhielt überwiegend negative Kritiken, auch wenn Eddie Murphys Performance gelobt wurde. Auf Rotten Tomatoes erhielt der Film eine Durchschnittswertung von 24 % basierend auf 33 Reviews, mit einer durchschnittlichen Bewertung von 4.8/10. Auf Metacritic, erhält der Film einen mittleren Wert mit 37 von 100, basierend auf 12 Kritiken, die auf ungünstige Bewertungen hindeuten.
In seiner negativen Review für die Zeitschrift Forbes lobte Luke Thompson Murphys Performance aber schrieb: „Es ist sicherlich möglich, dass der wahre Herr Church genau wie abgebildet war und seine weiße „Familie“ mehr als alles Andere liebte. Doch etwas sagt mir, dass es interessanter wäre, ihn seine eigene Geschichte erzählen zu hören, anstatt sie zum durch die Augen des privilegierten Mädchens, dem er diente und dessen Herausforderungen des Lebens die ganze Zeit so leicht gelöst wurden.“ Der Filmdienst meinte: „Das in den 1970er- und 1980er-Jahren angesiedelte Melodram entwirft eine zeitlose Blase des bittersüßen Glücks, wobei es sich in der Selbstlosigkeit des (schwarzen) Menschenfreunds erschöpft. Formal makellos in anheimelnde Bilder und Musik getaucht, gefällt sich der betuliche Film in gepflegter Belanglosigkeit.“